# Karl Wilhelm von Wnuck
Karl Wilhelm von Wnuck (* 28. Januar 1788 in Zemmen; † 16. September 1863 in Berlin) war ein preußischer Generalmajor.

## Leben

### Herkunft und Familie
Karl Wilhelm war Angehöriger des Zemmener Stammes des hinterpommerisch-pommerellischen Adelsgeschlecht von Wnuck, aus dem zahlreiche Glieder in die Preußische Armee eintraten. Seine Eltern waren der Gutsanteilsbesitzer zu Zemmen A und C, Ernst Ludwig von Wnuck und Hedwig Elisabeth von Schmude a. d. H. Zemmen.
Wnuck vermählte sich 1821 in Berlin mit Luise Sophie Charlotte Auguste von Heydebreck (1803–1858), Tochter von Georg Christian von Heydebreck (1765–1828). Aus der Ehe sind keine Kinder hervorgegangen. Erben wurden die Kinder seines Bruders Franz Ludwig von Wnuck († 1838).

### Militärkarriere
Wnuck begann seine militärische Laufbahn im Jahre 1798 als Kadett auf der Kadettenanstalt Stolp, bevor er 1804 auf die Kadettenanstalt Berlin überstellt wurde. Er trat 1806 als Gefreitenkorporal in das Infanterieregiment (Nr. 3) ein und nahm am Vierten Koalitionskrieg, insbesondere der Schlacht bei Auerstedt und der Belagerung von Magdeburg teil, in deren Anschluss er kurzzeitig inaktiv wurde, teil. Nachdem er 1809 zum Portepeefähnrich im kolbergischen Infanterieregiment (Nr. 9) sowie 1811 zum Sekondeleutnant avanciert war, nahm er zunächst am preußischen Feldzug von 1812 und anschließend an den Befreiungskriegen teil. Wnuck wurde im Gefecht bei Eckau verwundet, erhielt noch 1. September 1812 den Orden Pour le Mérite, kämpfte in der Schlacht bei Großgörschen und der Schlacht bei Bautzen, wo er sich das Eiserne Kreuz II. Klasse verdiente. Weitere Stationen waren die Völkerschlacht bei Leipzig und die Schlacht bei Paris. 1815 erhielt er seine Beförderung zum Premierleutnant, stieg 1816 weiter auf zum Kapitän und Kompaniechef und wurde schließlich 1831 Major und Kommandeur des III. Bataillons („Konitz“) 1. Garde-Landwehrregiments. 1832 erhielt Wnuck das Dienstkreuz. Er wurde 1840 Bataillonskommandeur im Kaiser-Franz-Grenadier-Regiment und erhielt im Folgejahr seine Beförderung zum Oberstleutnant. 1843 wurde Wnuck mit dem Roten Adlerorden IV. Klasse geehrt. Gleichzeitig mit der Beförderung zum Oberst wurde er 1844 auch Kommandeur von Weichselmünde. Ebenfalls 1844 wurde Wnuck dem Kaiser-Franz-Grenadier-Regiment aggregiert. 1845 nahm Wnuck unter Verleihung des Charakters als Generalmajor mit Pension seinen Abschied. Wnuck erhielt 1861 noch den Roten Adlerorden III. Klasse. Er wurde am 19. September 1863 auf dem Neuen Garnisonfriedhof in der Hasenheide beigesetzt.